# M-SOUNDS
M-SOUNDS〔エムサウンズ〕は、オーディオ関連製品のブランドである。株式会社エム・エス・シーが2017年7月に立ち上げた。

## 製品概要
「音楽をより快適に、より身近に」をコンセプトとし、音だけでなく使い勝手の部分にもこだわった製品を提供している。

## 沿革

### 年表
- 2017年（平成29年）- 7月12日に、完全ワイヤレスのBluetoothイヤホンMS-TW1シリーズを発売。
- 2017年（平成29年）- 11月に、MS-TW1シリーズがVGP2018「Bluetooth完全ワイヤレスイヤホン（1万円未満）」のカテゴリで受賞する。
- 2018年（平成30年）- 8月9日に、第二弾となる完全ワイヤレスイヤホンMS-TW2Pシリーズを発売。同時にMS-TW1シリーズ販売累計3万台を達成する。
- 2018年（平成30年）- 11月に、MS-TW１シリーズとMS-TW2PシリーズがVGP2019　「Bluetooth完全ワイヤレスイヤホン（1万円未満）」のカテゴリで受賞する。
- 2019年（平成31年）- 2月に、完全ワイヤレスイヤホン　MS-TW1/TW2シリーズ、販売累計10万台を達成する。
- 2019年（令和元年）- 9月18日に、第三弾となる完全ワイヤレスのBluetoothイヤホンMS-TW３シリーズを発売。
- 2019年（令和元年）- 11月に、MS-TW3シリーズがVGP2020　「Bluetooth完全ワイヤレスイヤホン（1万円以上1.5万円未満）」のカテゴリで受賞する。
- 2019年（令和元年）- 12月に、MS-TW3シリーズがポータブルオーディオアイテム年間No.1を決める『ポタ-1グランプリ 2019』において、審査員特別賞を受賞する。
- 2020年（令和2年）- 2月に、第四弾となる完全ワイヤレスイヤホンMS-TW21シリーズを発売。
- 2020年（令和2年）- 6月に、MS-TW21シリーズとMS-TW3シリーズがVGP2020 summer「ライフスタイル部門」のカテゴリで受賞する。
- 2020年（令和2年）- 6月29日に、MS-TW3シリーズのキャッチコピーである「絶景サウンド」が商標登録として登録。
- 2020年（令和2年）- 7月から、FM大阪「Dream Shizuka の dream a Dream」の番組スポンサーとなる。
- 2020年（令和2年）- 11月、MS-TW21シリーズがVGP2021「Bluetooth完全ワイヤレスイヤホン（7.5千円以上1万円未満）」のカテゴリで受賞する。MS-TW3シリーズがVGP2021「Bluetooth完全ワイヤレスイヤホン（1万円以上1.2万円未満）」のカテゴリで受賞する。
- 2021年（令和3年）- 2月19日に、完全ワイヤレスのBluetoothイヤホンMS-TW22シリーズを発売。
- 2021年（令和3年）- 2月26日に、完全ワイヤレスのBluetoothイヤホンMS-TW11シリーズを発売。
- 2021年（令和3年）- 11月25日に、ノイズキャンセリング搭載の完全ワイヤレスのBluetoothイヤホンMS-TW33シリーズを発売。
- 2022年（令和4年）- 5月27日に、ちょっと大人なパステル調の色彩“くすみカラー”を取り入れた完全ワイヤレスイヤホンMS-TW23シリーズを発売。

## 製品

### MS-TW1
2017年（平成29年)7月12日に発売された。
イヤホンの重さは4gであり、軽量なところが魅力。
カラーはブラックとホワイトがある。
2018年 （平成30年）8月9日には、販売累計3万台を達成した。

### MS-TW2P
2018年 （平成30年）8月9日に発売された。
イヤホンの重さは4gであり、軽量なところが魅力。
軽くて外出先でも使いやすい装着感。
カラーはブラックとレッドとホワイト/ゴールドがある。

### MS-TW3
2019年 （令和元年）9月18日に発売された。
カラーはブラックとホワイトがある。
耳奥までフィットするイヤホンの設計となっている。
キャッチコピーとして「目を閉じれば絶景サウンド」がつけられたように、音楽の世界に入り込めるイヤホンである。
M-SOUNDSシリーズのハイエンドモデルである。
VGP2020　「Bluetooth完全ワイヤレスイヤホン（1万円以上1.5万円未満）」のカテゴリ、VGP2020 summer「ライフスタイル部門」のカテゴリ、VGP2021「Bluetooth完全ワイヤレスイヤホン（1万円以上1.2万円未満）」のカテゴリで受賞をしている。
ポータブルオーディオアイテム年間No.1を決める『ポタ-1グランプリ 2019』においては審査員特別賞を受賞している。
HDSSが採用されており、音がクリアに聞こえやすい仕様となっている。
衝撃と水濡れに強い設計になっており普段使いにも適している。

### MS-TW21
2020年（令和2年）2月21日に発売された。
イヤホンの重さは4gであり、軽量なところが魅力。
カラーはブラックシルバーとネイビーとシャンパンゴールドとピンクゴールドがある。
他のM-SOUNDSの製品とは異なり、カラーバリエーションが4色と豊富である。
ネイビーとピンクに関しては、M-SOUNDSの製品の中でMS-TW21にしか展開されていないカラーである。
VGP2020 summer「ライフスタイル部門」のカテゴリ、VGP2021「Bluetooth完全ワイヤレスイヤホン（7.5千円以上1万円未満）」のカテゴリで受賞している。

### MS-TW22
2021年（令和3年）2月19日に発売された。実売価格1万円を切る価格でありながら、⾼⾳質と充実の機能で⼈気のモデルとなった2020年発売「MS-TW21」の後継モデル。⽇本のユーザーの嗜好や細やかなニーズに応えるため、本体のデザインやサウンドチューニング、アフターサポートに⾄るま ですべて⽇本⼈のデザイナー・エンジニアらの⼿によって⾏われている完全ワイヤレスイヤホン。

### MS-TW11
2021年（令和3年）2月26日に発売された。数多くの完全ワイヤレスイヤホンを⼿掛けてきたM-SOUNDSが、満を持して市場に投⼊する低⾳重視モデルです。ただ低⾳が強調されているだけではなく、豊かな 低⾳の⼗分な質感とボーカルをくっきりと鮮明に描き出す中⾼域の繊細な表現⼒を兼ね備え、バランスの良いサウンドチューニングとなっているのが特徴。

### MS-TW33
2021年（令和3年）11月25日に発売された。パッシブノイズアイソレーションと、フィードフォワード／フィードバック方式を併用した「高性能ハイブリッドANC」をかけ合わせて、不要な周囲ノイズを大幅カットした高性能ハイブリッドアクティブノイズキャンセリング(ANC)搭載モデルです。

### MS-TW23
2022年（令和4年）5月27日に発売された。快適な使用感を実現するために、設計からデザインまでこだわり、医師経験のある日本人エンジニアが耳に優しいサウンドをチューニング。ピアスやイヤリングの邪魔になりにくい形状で見た目もこだわりが詰まったちょっと大人なパステル調の色彩“くすみカラー”を取り入れた完全ワイヤレスイヤホンです。